# San Bartolomé (La Rioja)
San Bartolomé es una localidad del municipio de Santa Engracia del Jubera en La Rioja (España). Se encuentra al otro lado del barraco de Santa Engracia que le separa de la localidad del mismo nombre.
A diferencia de Santa Engracia más agraria, San Bartolomé es una pequeña aldea de origen ganadero, puesto que sus habitantes se dedicaban sobre todo al pastoreo de ovino. Y pese a estar separado de esta "solo" por el barranco, al ser este tan profundo, ha hecho que cada localidad guarde su autonomía y sus peculiaridades.

## Demografía
San Bartolomé siempre ha sido una pequeña pedanía de Jubera dedicada a la ganadería, pero durante los años 40 y 50 varios de sus habitantes también trabajaron en las minas de plomo que se encuentran entre ella y la localidad de Jubera. Esto terminó cuando se cerraron durante los años 60, años en los que emigró gran parte de la población de la localidad.
San Bartolomé (La Rioja) contaba a 1 de enero de 2010 con una población de 10 habitantes, 7 hombres y 3 mujeres.

San Bartolomé de Jubera con Santa Engracia al fondo

| Gráfica de evolución demográfica de San Bartolomé entre 2000 y 2014                              |
|                                                                                                  |
| Población de derecho (2000-2010) según los censos de población del INE a 1 de enero de cada año. |

## Patrimonio

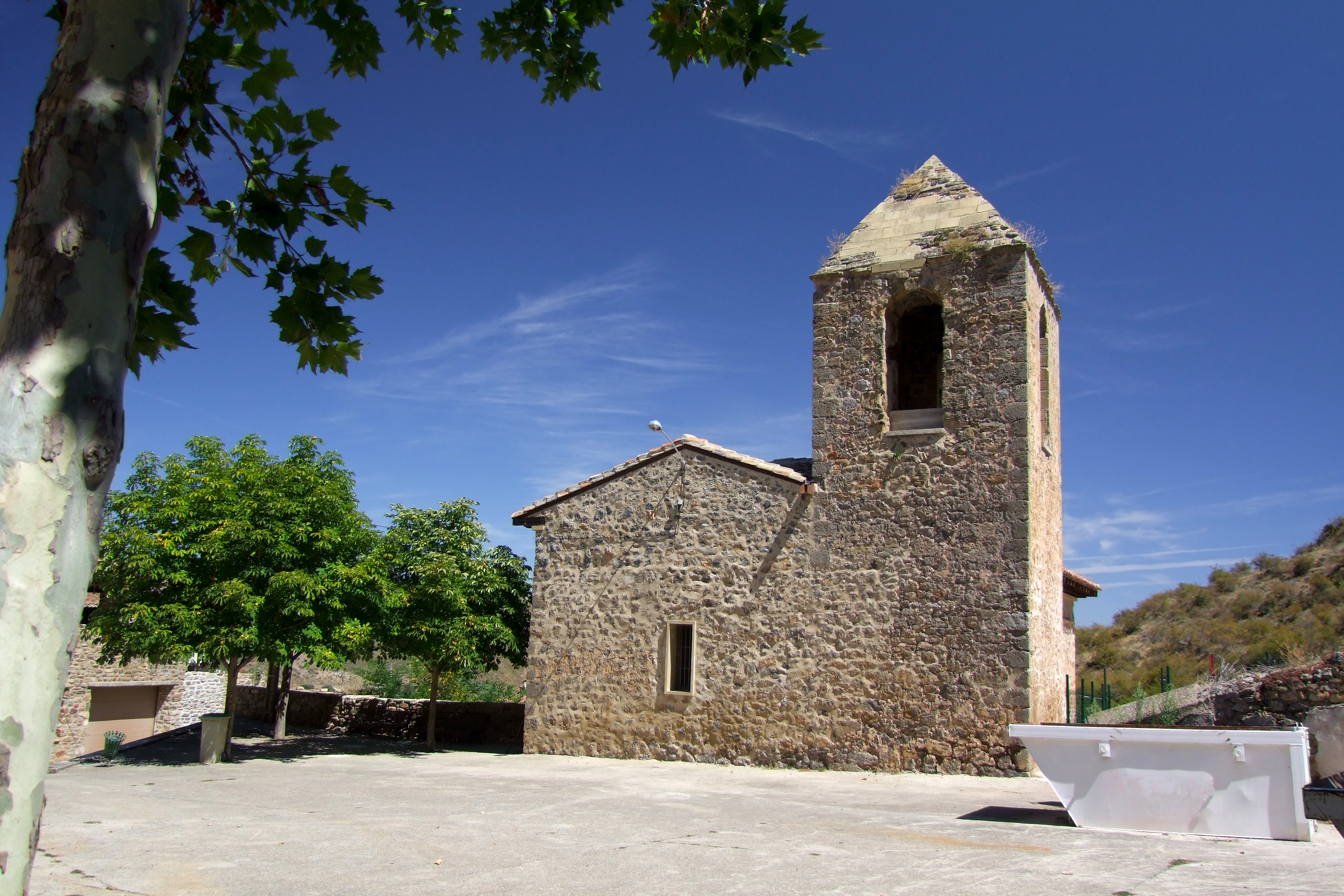
Iglesia de San Bartolomé.

- Iglesia de San Bartolomé.